# Proiezione di Cassini

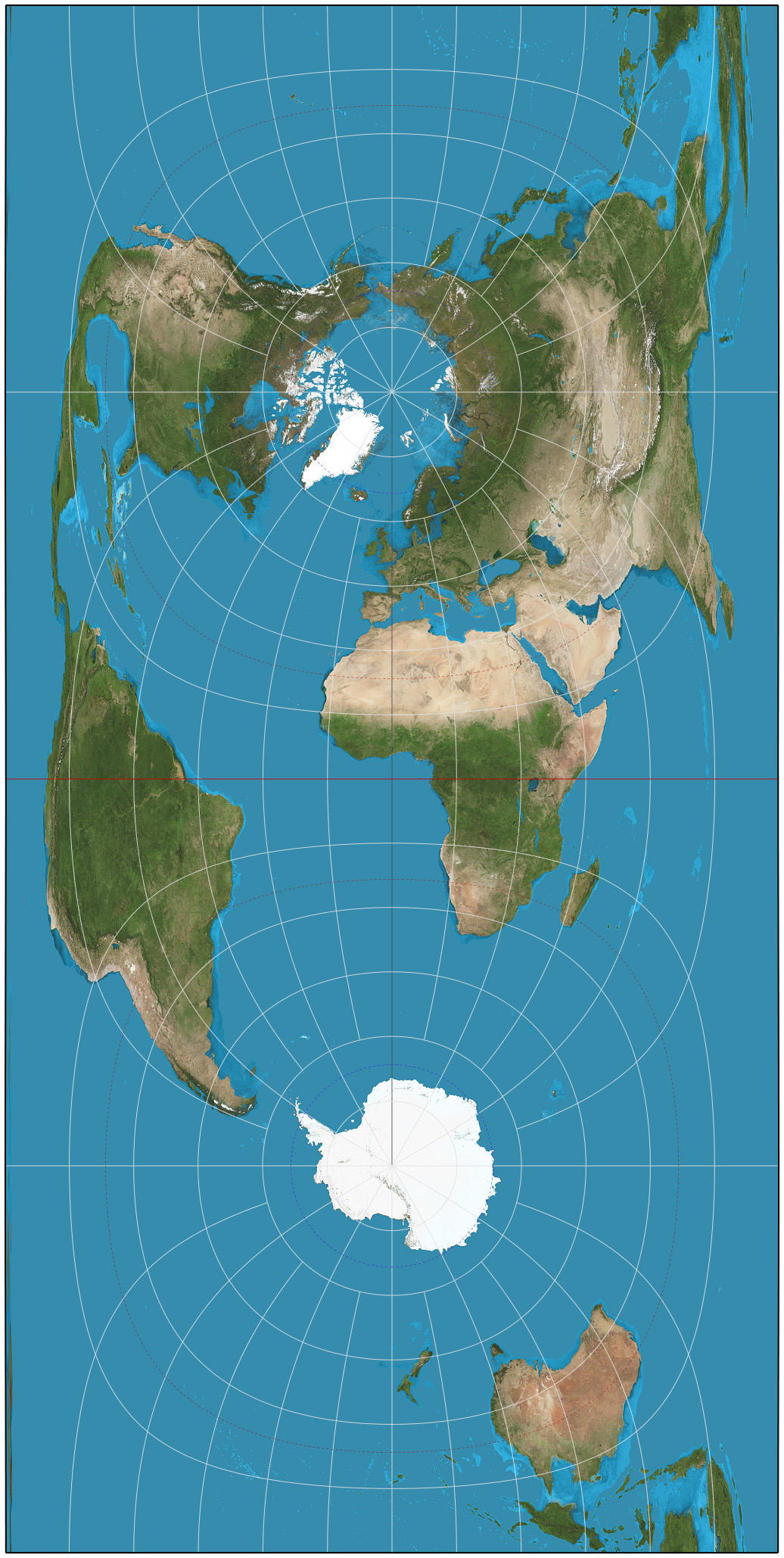
La superficie terrestre rappresentata con la proiezione di Cassini.

La proiezione di Cassini (conosciuta anche con il nome di proiezione di Cassini-Soldner o proiezione di Soldner) è una proiezione cartografica cilindrica proposta nel 1745 dall'astronomo e geodeta francese César-François Cassini. Si tratta in particolare della proiezione trasversale alla proiezione equirettangolare, ottenuta applicando quest'ultima proiezione al globo, dopo che questo è stato ruotato in modo da far sì che il meridiano centrale diventi l'equatore. Considerando la Terra come una sfera, la proiezione è composta dalle operazioni:
{\displaystyle x=\arcsin(\cos \varphi \sin \lambda )\qquad y=\arctan \left({\frac {\tan \varphi }{\cos \lambda }}\right).}
dove λ è la longitudine dal meridiano centrale e φ è la latitudine. Volendo realizzare un programma che utilizzi queste equazioni, la funzione arcotangente da usare è in realtà la funzione arcotangente2 avente come primo argomento sin φ e come secondo cos φ cos λ.
Per invertire tale proiezione le operazioni da fare sono:
{\displaystyle \varphi =\arcsin(\sin y\cos x)\qquad \lambda =\operatorname {atan2} (\tan x,\cos y).}
Nella cartografia moderna, questa proiezione viene sempre applicata a modelli della Terra non sferici, quali l'ellissoide di riferimento, il che rende più complicato il suo sviluppo matematico ma rende comunque la proiezione molto adatta a scopi di rilievo. Proprio per questo ultimo punto, nonostante presso i principali enti cartografici la proiezione di Cassini sia stata oggi quasi del tutto rimpiazzata dalla proiezione universale trasversa di Mercatore, alcuni enti seguitano ad usarla: ne è un esempio l'Ufficio Tecnico Erariale italiano, che ha utilizzato la proiezione di Cassini nella sua versione modificata da Soldner, ossia considerando la Terra un ellissoide e non una sfera, per redigere il Nuovo Catasto dei Terreni.

## Distorsioni

La proiezione di Cassini con indicatori di Tissot aventi diametro di.

La proiezione di Cassini è una proiezione afilattica, ossia minimizza tutte le deformazioni senza però annullarne nessuna. In una mappa realizzata con essa, le aree lungo il meridiano centrale e quelle a loro perpendicolari non subiscono alcuna distorsione. Nelle altre aree, invece, la distorsione è maggiore nella direzione nord-sud e varia con il quadrato della distanza dal meridiano centrale. In questo modo, più grande è l'estensione longitudinale dell'area considerata e maggior è la sua distorsione e proprio per questo la proiezione di Cassini è preferibile quando si ha a che fare con aree lunghe e strette piuttosto che con aree ampie.
Tanto per dare un'idea, entro un raggio di circa 70 km la proiezione di Cassini-Soldner presenta una deformazione lineare massima dello 0,006% nella direzione del meridiano e nulla nella direzione del parallelo, quindi negli ambiti in cui è utilizzata, come nella creazione di carte catastali, essa è praticamente equivalente.

## Forma ellittica

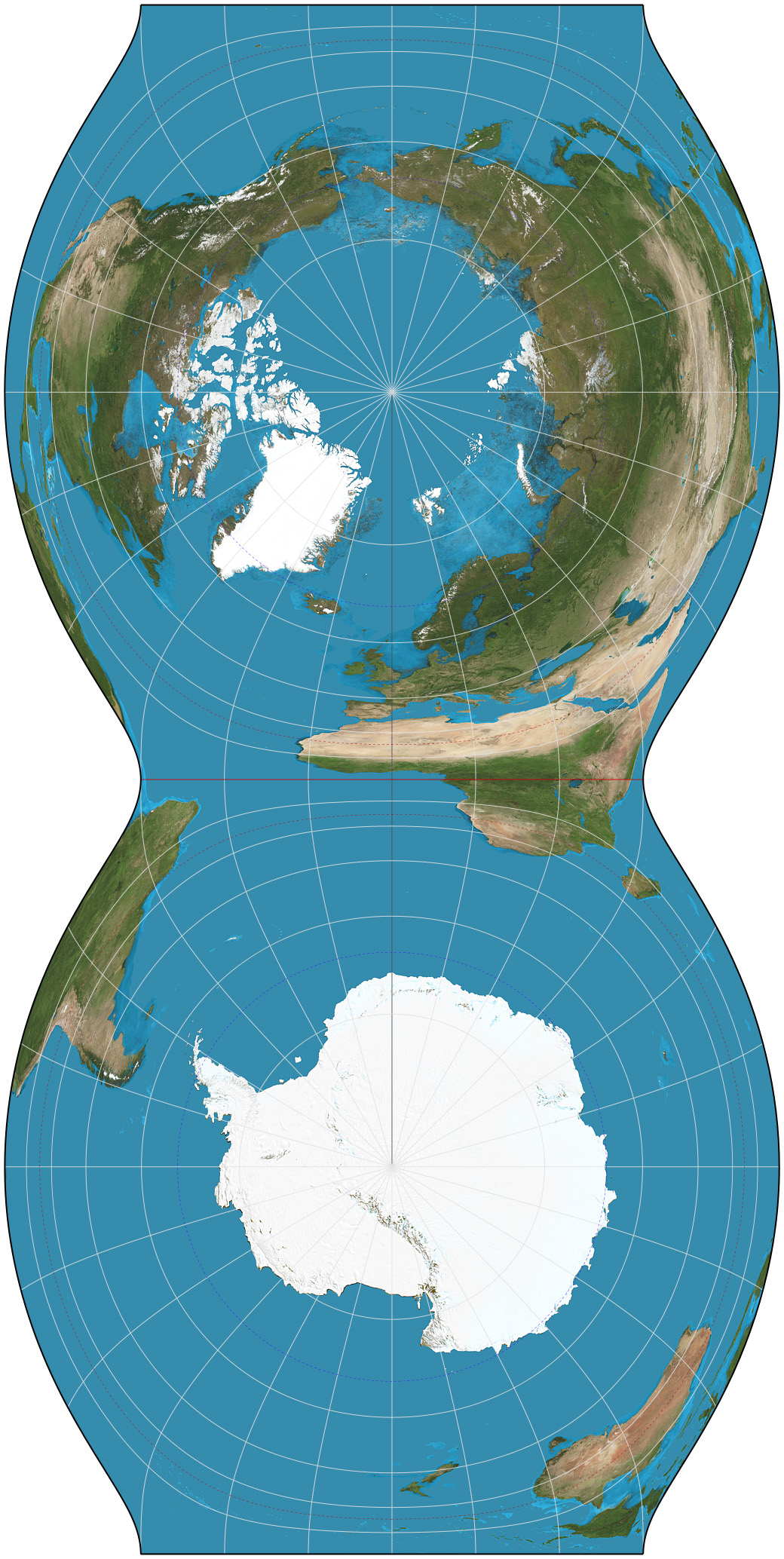
La rappresentazione della superficie terrestre con la proiezione di Cassini applicata su un ellissoide particolarmente oblato con eccentricità pari a.

Come detto, la proiezione di Cassini propriamente detta è quella applicata ad una sfera, mentre le stesse operazioni applicata ad un ellissoide prendono il nome di "proiezione di Cassini-Soldner" (talvolta anche solo "proiezione di Soldner"). La rappresentazione di Cassini-Soldner viene chiamata anche policentrica e viene usata utilizzando tante superfici trapezoidali basate su differenti meridiani principali.
Considerando dunque la Terra come un ellissoide, la proiezione è composta dalle seguenti operazioni:
{\displaystyle N=(1-e^{2}\sin ^{2}\varphi )^{-1/2}}
{\displaystyle T=\tan ^{2}\varphi }
{\displaystyle A=\lambda \cos \varphi }
{\displaystyle C={\frac {e^{2}}{1-e^{2}}}\cos ^{2}\varphi }
{\displaystyle x=N\left(A-T{\frac {A^{3}}{6}}-(8-T+8C)T{\frac {A^{5}}{120}}\right)}
{\displaystyle y=M(\varphi )-M(\varphi _{0})+(N\tan \varphi )\left({\frac {A^{2}}{2}}+(5-T+6C){\frac {A^{4}}{24}}\right)}
e M è la funzione arco di meridiano.
La proiezione inversa è invece composta dalle operazioni:
{\displaystyle \varphi '=M^{-1}(M(\varphi _{0})+y)}
Se {\displaystyle \varphi '={\frac {\pi }{2}}} allora {\displaystyle \varphi =\varphi '} e {\displaystyle \lambda =0.}
Altrimenti si calcola T e N come mostrato sopra ma con l'uso di {\displaystyle \varphi '}, e
{\displaystyle R=(1-e^{2})(1-e^{2}\sin ^{2}\varphi ')^{-3/2}}
{\displaystyle D=x/N}
{\displaystyle \varphi =\varphi '-{\frac {N\tan \varphi '}{R}}\left({\frac {D^{2}}{2}}-(1+3T){\frac {D^{4}}{24}}\right)}
{\displaystyle \lambda ={\frac {D-T{\frac {D^{3}}{3}}+(1+3T)T{\frac {D^{5}}{15}}}{\cos \varphi '}}}

## Curiosità
Nel 1993 una spedizione neozelandese di ricerca antartica ha battezzato il ghiacciaio Cassini, nella regione centro-occidentale della Dipendenza di Ross, con tale nome proprio in omaggio alla proiezione di Cassini.